# Campeonato de los Cuatro Continentes de Patinaje Artístico sobre Hielo de 2017
El XIX Campeonato de los Cuatro Continentes de Patinaje Artístico sobre Hielo se celebró en Gangneung (Corea del Sur) entre el 15 y el 16 de febrero de 2017 bajo la organización de la Unión Internacional de Patinaje sobre Hielo (ISU) y la Asociación Surcoreana de Patinaje sobre Hielo.
Las competiciones se realizaron en Arena de Hielo de la ciudad surcoreana.

## Calendario
- Hora local de Corea del Sur (UTC+8).

| Programa corto | Programa libre |

| Fecha         | Hora        | Evento            |
| ------------- | ----------- | ----------------- |
| 16 de febrero | 11:00-1330  | Danza sobre hielo |
| 16 de febrero | 14:15-16:40 | Parejas           |
| 16 de febrero | 18:30-21:45 | Femenino          |
| 17 de febrero | 13:30-16:20 | Danza sobre hielo |
| 17 de febrero | 17:45-21:55 | Masculino         |
| 18 de febrero | 14:00-16:50 | Parejas           |
| 18 de febrero | 18:00-21:50 | Femenino          |
| 19 de febrero | 11:00-15:10 | Masculino         |

## Resultados

### Masculino
| Puesto | Nombre       | País           | Puntos |
| ------ | ------------ | -------------- | ------ |
| Oro    | Nathan Chen  | Estados Unidos | 307,46 |
| Plata  | Yuzuru Hanyu | Japón          | 303,71 |
| Bronce | Shoma Uno    | Japón          | 288,05 |

### Femenino
| Puesto | Nombre            | País           | Puntos |
| ------ | ----------------- | -------------- | ------ |
| Oro    | Mai Mihara        | Japón          | 200,85 |
| Plata  | Gabrielle Daleman | Canadá         | 196,91 |
| Bronce | Mirai Nagasu      | Estados Unidos | 194,95 |

### Parejas
| Puesto | Nombre                                  | País   | Puntos |
| ------ | --------------------------------------- | ------ | ------ |
| Oro    | Sui Wenjing / Han Cong                  | China  | 225,03 |
| Plata  | Meagan Duhamel / Eric Radford           | Canadá | 212,23 |
| Bronce | Liubov Ilyushechkina / Dylan Moscovitch | Canadá | 205,31 |

### Danza en hielo
| Puesto | Nombre                          | País           | Puntos |
| ------ | ------------------------------- | -------------- | ------ |
| Oro    | Tessa Virtue / Scott Moir       | Canadá         | 196,95 |
| Plata  | Maia Shibutani / Alex Shibutani | Estados Unidos | 191,85 |
| Bronce | Madison Chock / Evan Bates      | Estados Unidos | 185,58 |

## Medallero
| Núm. | País           | Oro | Plata | Bronce | Total |
| ---- | -------------- | --- | ----- | ------ | ----- |
| 1    | Canadá         | 1   | 2     | 1      | 4     |
| 2    | Estados Unidos | 1   | 1     | 2      | 4     |
| 3    | Japón          | 1   | 1     | 1      | 3     |
| 4    | China          | 1   | 0     | 0      | 1     |
|      | TOTAL          | 4   | 4     | 4      | 12    |